# Aszód
Aszód est une ville et une commune du comitat de Pest en Hongrie.

## Géographie
Aszód est une petite ville située à une quarantaine de kilomètres de Budapest, à quinze minutes de la ville de Gödöllő, où Sissi aimait séjourner l'été.
On y accède principalement par l'autoroute, ou par le train depuis la gare Keleti pályaudvar à Budapest. Il faut compter environ une heure pour faire le trajet, mais les trains sont nombreux entre 6 h et minuit.

## Histoire
Aszód est marquée par la présence du poète martyr Sándor Petőfi entre 1835 et 1839. Les deux lycées de la ville ont d'ailleurs été baptisés après lui.
Aszod attire des lycéens de tous les environs car ses établissements scolaires proposent des sections techniques, informatiques et de langues intéressantes. Le lycée http://www.petofi-aszod.hu/ propose même une section bilingue française et un bac en français qui donne accès à l'enseignement supérieur en France.